# Ctenochira dilatata
Ctenochira dilatata là một loài tò vò trong họ Ichneumonidae.